# Karlslundstjärnen
Karlslundstjärnen är en sjö i Falu kommun i Dalarna och ingår i Dalälvens huvudavrinningsområde. Sjön har en area på 0,111 kvadratkilometer och ligger 106,9 meter över havet.
Karlslundstjärnen befinner sig mellan områdena Uddnäs och Karlslund i utkanten av Falun. Sjön fylls på av en bäck som har sitt ursprung i Gartjärnarna och letar sig fram via Fisklösen, Gringsbo och Lönnemossa. Karlslundstjärnen mynnar i Runn via en trumma under Uddnäsvägen. Karlslundstjärnen har alltid varit en viktig lekplats för gädda. I gamla tider hade gäddfisket på vårarna en stor ekonomisk betydelse och det har tidigare pågått omfattande tvister om rätten till gäddfisket i tjärnen.

## Externa länkar

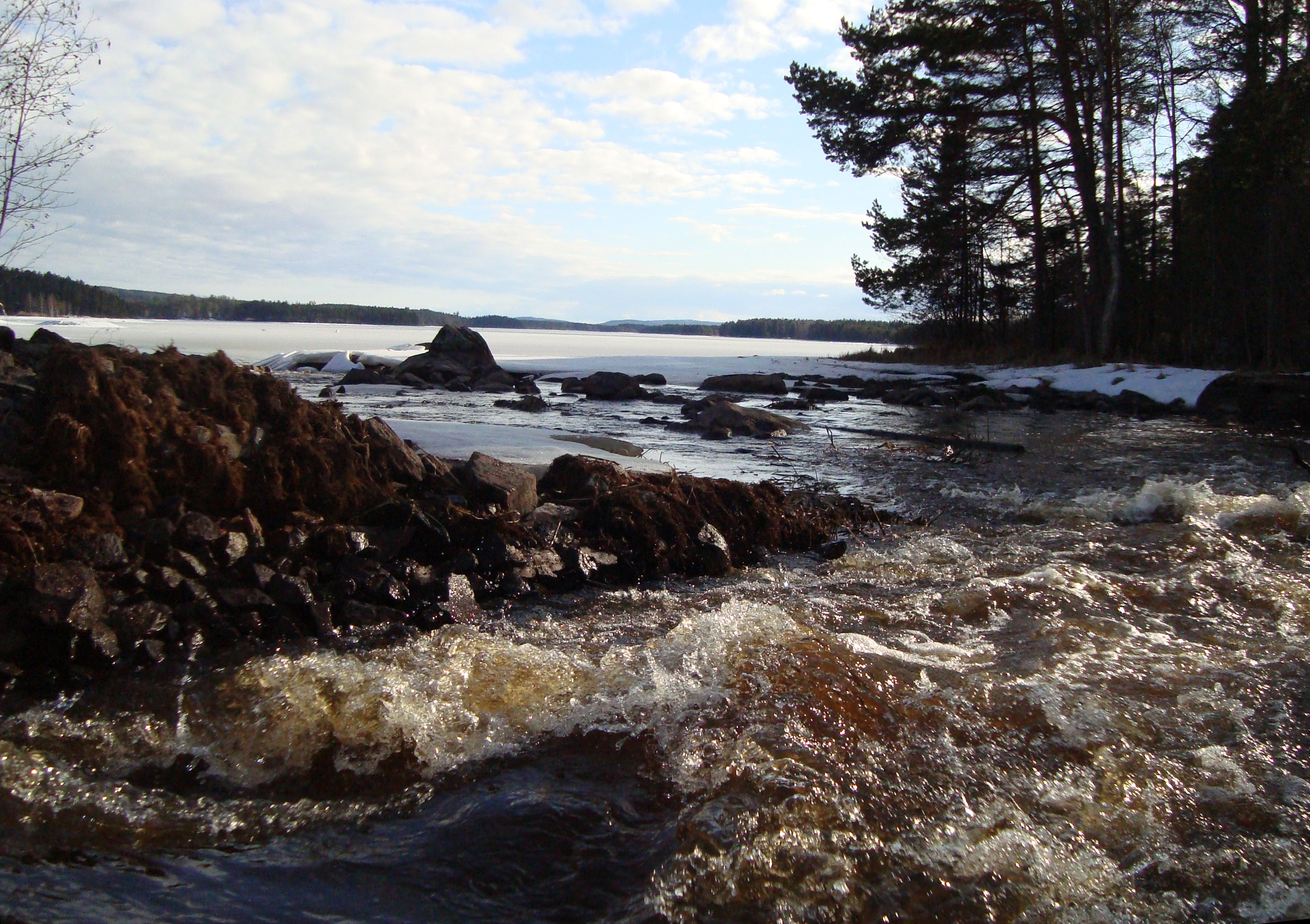
Karlslundstjärnens utlopp i Runn.

## Delavrinningsområde
Karlslundstjärnen ingår i delavrinningsområde (671797-149923) som SMHI kallar för Mynnar i Runn. Medelhöjden är 145 meter över havet och ytan är 3,25 kvadratkilometer. Det finns ett avrinningsområde uppströms, och räknas det in blir den ackumulerade arean 22,53 kvadratkilometer. Vattendraget som avvattnar avrinningsområdet har biflödesordning 3, vilket innebär att vattnet flödar genom totalt 3 vattendrag innan det når havet efter 218 kilometer. Avrinningsområdet består mestadels av skog (72 procent). Avrinningsområdet har 0,11 kvadratkilometer vattenytor vilket ger det en sjöprocent på 3,5 procent. Bebyggelsen i området täcker en yta av 0,03 kvadratkilometer eller 1 procent av avrinningsområdet.